# لوک اوت مونتین (جورجیا)
لوک اوت مونتین، جورجیا (به انگلیسی: Lookout Mountain, Georgia) یک شهر در ایالات متحده آمریکا با جمعیت ۱٬۶۰۲ نفر است که در جورجیا واقع شده‌است.

## موقعیت جغرافیایی
موقعیت جغرافیایی شهرها و مناطق اطراف به شرح زیر است: